# Thais lamellosa
Thais lamellosa är en snäckart. Thais lamellosa ingår i släktet Thais och familjen purpursnäckor. Inga underarter finns listade i Catalogue of Life.